# Наводнение в Теннесси (2010)
Наводнение в Теннесси в 2010 году (англ. 2010 Tennessee floods) — стихийное бедствие, имевшее место в Среднем и Западном Теннесси, юго-центральной и западной частях Кентукки и северной части Миссисипи как следствие обильных дождей с 1 по 2 мая 2010 года. Наводнения, вызванные этими дождями, в течение нескольких следующих дней стали причинами множества человеческих жертв и нанесли обширный ущерб имуществу.
В ходе двухдневных дождей выпало более чем 480 мм осадков. В Нашвилле уровень воды в реке Камберленд достиг 51,86 футов (15,81 м), чего не было с 1937 года, так как до этого инженерным корпусом армии США ещё не были приняты должные меры по защите от подобных наводнений. Рекордные уровни воды наблюдались в реке Камберленд в районе Кларксвилла, в Дак-Ривер — в районе Сентервилла, в Баффало — в районе Лобелвилла, в Харпете — в районе Кингстон-Спрингс и Бельвью и в Ред-Ривер — в районе Порт-Ройала.